# 莲荷乡 (横峰县)
莲荷乡，是中华人民共和国江西省上饶市横峰县下辖的一个乡。

## 行政区划
莲荷乡下辖以下地区：
莲荷村、黄滕村、九甲村、丁家村、上畈村、蔡家村、杨家村和义门村。